# ATP World Tour 2013

## Calendario
Questo è il calendario completo degli eventi del 2013, con i risultati in progressione dai quarti di finale.
Legenda
| Grande Slam                 |
| ATP World Tour Finals       |
| ATP World Tour Masters 1000 |
| ATP World Tour 500          |
| ATP World Tour 250          |
| Torneo a squadre            |

### Gennaio
| Settimana             | Torneo | Campioni                                       | Finalisti                        | Semifinalisti                                    | Eliminati ai quarti                                            |
| --------------------- | --- | ---------------------------------------------- | -------------------------------- | ------------------------------------------------ | -------------------------------------------------------------- |
| 31 dicembre           | Hopman Cup 2013 Perth, Australia Hopman Cup 1 000 000 A$ - Cemento indoor - 8 squadre (RR)                                        | Spagna 2-1                                     | Serbia                           | Round Robin (Gruppo A) Australia Italia Germania | Round Robin (Gruppo B) Stati Uniti Francia Sudafrica           |
| 31 dicembre           | Brisbane International 2013 Brisbane, Australia ATP World Tour 250 494 230 $ - Cemento - 28S/32Q/16D Singolare - Doppio           | Andy Murray 7-6(0), 6-4                        | Grigor Dimitrov                  | Kei Nishikori Marcos Baghdatis                   | Aleksandr Dolhopolov Denis Istomin Jürgen Melzer Gilles Simon  |
| 31 dicembre           | Brisbane International 2013 Brisbane, Australia ATP World Tour 250 494 230 $ - Cemento - 28S/32Q/16D Singolare - Doppio           | Marcelo Melo Tommy Robredo 4-6, 6-1, [10-5]    | Eric Butorac Paul Hanley         | Kei Nishikori Marcos Baghdatis                   | Aleksandr Dolhopolov Denis Istomin Jürgen Melzer Gilles Simon  |
| 31 dicembre           | Aircel Chennai Open 2013 Chennai, India ATP World Tour 250 442 750 $ - Cemento - 28S/32Q/16D Singolare - Doppio                   | Janko Tipsarević 3-6, 6-1, 6-3                 | Roberto Bautista Agut            | Benoît Paire Aljaž Bedene                        | Tomáš Berdych Marin Čilić Gō Soeda Stan Wawrinka               |
| 31 dicembre           | Aircel Chennai Open 2013 Chennai, India ATP World Tour 250 442 750 $ - Cemento - 28S/32Q/16D Singolare - Doppio                   | Benoît Paire Stan Wawrinka 6-2, 6-1            | Andre Begemann Martin Emmrich    | Benoît Paire Aljaž Bedene                        | Tomáš Berdych Marin Čilić Gō Soeda Stan Wawrinka               |
| 31 dicembre           | Qatar ExxonMobil Open 2013 Doha, Qatar ATP World Tour 250 1 150 720 $ - Cemento - 32S/32Q/16D Singolare - Doppio                  | Richard Gasquet 3-6, 7–6(4), 6-3               | Nikolaj Davydenko                | Daniel Brands David Ferrer                       | Paolo Lorenzi Simone Bolelli Gaël Monfils Lukáš Lacko          |
| 31 dicembre           | Qatar ExxonMobil Open 2013 Doha, Qatar ATP World Tour 250 1 150 720 $ - Cemento - 32S/32Q/16D Singolare - Doppio                  | Christopher Kas Philipp Kohlschreiber 7-5, 6-4 | Julian Knowle Filip Polášek      | Daniel Brands David Ferrer                       | Paolo Lorenzi Simone Bolelli Gaël Monfils Lukáš Lacko          |
| 7 gennaio             | Apia International Sydney 2013 Sydney, Australia ATP World Tour 250 494 230 $ - Cemento - 28S/32Q/16D Singolare - Doppio          | Bernard Tomić 6-3, 6(2)–7, 6-3                 | Kevin Anderson                   | Julien Benneteau Andreas Seppi                   | Ryan Harrison Denis Istomin Marcel Granollers Jarkko Nieminen  |
| 7 gennaio             | Apia International Sydney 2013 Sydney, Australia ATP World Tour 250 494 230 $ - Cemento - 28S/32Q/16D Singolare - Doppio          | Bob Bryan Mike Bryan 6-4, 6-4                  | Maks Mirny Horia Tecău           | Julien Benneteau Andreas Seppi                   | Ryan Harrison Denis Istomin Marcel Granollers Jarkko Nieminen  |
| 7 gennaio             | Heineken Open 2013 Auckland, Nuova Zelanda ATP World Tour 250 491 000 $ - Cemento - 28S/32Q/16D Singolare - Doppio                | David Ferrer 7–6(5), 6-1                       | Philipp Kohlschreiber            | Gaël Monfils Sam Querrey                         | Lukáš Lacko Tommy Haas Jesse Levine Xavier Malisse             |
| 7 gennaio             | Heineken Open 2013 Auckland, Nuova Zelanda ATP World Tour 250 491 000 $ - Cemento - 28S/32Q/16D Singolare - Doppio                | Colin Fleming Bruno Soares 7-6(1), 7–6(2)      | Johan Brunström Frederik Nielsen | Gaël Monfils Sam Querrey                         | Lukáš Lacko Tommy Haas Jesse Levine Xavier Malisse             |
| 14 gennaio 21 gennaio | Australian Open 2013 Melbourne, Australia Grande Slam 16 000 000 A$ - Cemento 128S/128Q/64D/32X Singolare - Doppio - Doppio misto | Novak Đoković 6(2)–7, 7–6(3), 6-3, 6-2         | Andy Murray                      | David Ferrer Roger Federer                       | Jo-Wilfried Tsonga Jérémy Chardy Nicolás Almagro Tomáš Berdych |
| 14 gennaio 21 gennaio | Australian Open 2013 Melbourne, Australia Grande Slam 16 000 000 A$ - Cemento 128S/128Q/64D/32X Singolare - Doppio - Doppio misto | Bob Bryan Mike Bryan 6-3, 6-4                  | Robin Haase Igor Sijsling        | David Ferrer Roger Federer                       | Jo-Wilfried Tsonga Jérémy Chardy Nicolás Almagro Tomáš Berdych |
| 14 gennaio 21 gennaio | Australian Open 2013 Melbourne, Australia Grande Slam 16 000 000 A$ - Cemento 128S/128Q/64D/32X Singolare - Doppio - Doppio misto | Jarmila Gajdošová Matthew Ebden 6-3, 7-5       | Lucie Hradecká František Čermák  | David Ferrer Roger Federer                       | Jo-Wilfried Tsonga Jérémy Chardy Nicolás Almagro Tomáš Berdych |

### Febbraio
| Settimana   | Torneo | Campioni | Finalisti                                                                            | Semifinalisti                       | Eliminati ai quarti                                                     |
| ----------- | --- | --- | ------------------------------------------------------------------------------------ | ----------------------------------- | ----------------------------------------------------------------------- |
| 1º febbraio | Coppa Davis 2013 Primo turno Vancouver, Canada – Cemento indoor Torino, Italia – Terra rossa indoor Charleroi, Belgio – Terra rossa indoor Jacksonville, Stati Uniti – Cemento indoor Rouen, Francia - Cemento indoor Buenos Aires, Argentina – Terra rossa Astana, Kazakistan – Cemento indoor Ginevra, Svizzera – Indoor | Vincenti primo turno Canada 3-2 Italia 3-2 Serbia 3-2 Stati Uniti 3-2 Francia 5-0 Argentina 5-0 Kazakistan 3-1 Rep. Ceca 3-2 | Perdenti primo turno Spagna Croazia Belgio Brasile Israele Germania Austria Svizzera |                                     |                                                                         |
| 4 febbraio  | Open Sud de France 2013 Montpellier, Francia ATP World Tour 250 467 800 € - Cemento indoor - 28S/32Q/16D Singolare - Doppio | Richard Gasquet 6-2, 6-3 | Benoît Paire                                                                         | Jarkko Nieminen Michaël Llodra      | Serhij Stachovs'kyj Julien Benneteau Gilles Simon Jan Hájek             |
| 4 febbraio  | Open Sud de France 2013 Montpellier, Francia ATP World Tour 250 467 800 € - Cemento indoor - 28S/32Q/16D Singolare - Doppio | Marc Gicquel Michaël Llodra 6-3, 3-6, [11-9]                                                                                 | Johan Brunström Raven Klaasen                                                        | Jarkko Nieminen Michaël Llodra      | Serhij Stachovs'kyj Julien Benneteau Gilles Simon Jan Hájek             |
| 4 febbraio  | PBZ Zagreb Indoors 2013 Zagabria, Croazia ATP World Tour 250 467 800 € - Cemento indoor - 28S/32Q/16D Singolare - Doppio | Marin Čilić 6-3, 6-1 | Jürgen Melzer                                                                        | Michail Južnyj Robin Haase          | Blaž Kavčič Ivan Dodig Lukáš Rosol Philipp Petzschner                   |
| 4 febbraio  | PBZ Zagreb Indoors 2013 Zagabria, Croazia ATP World Tour 250 467 800 € - Cemento indoor - 28S/32Q/16D Singolare - Doppio | Julian Knowle Filip Polášek 6-3, 6-3                                                                                         | Ivan Dodig Mate Pavić                                                                | Michail Južnyj Robin Haase          | Blaž Kavčič Ivan Dodig Lukáš Rosol Philipp Petzschner                   |
| 4 febbraio  | VTR Open 2013 Viña del Mar, Cile ATP World Tour 250 467 800 $ - Terra rossa - 28S/32Q/16D Singolare - Doppio | Horacio Zeballos 6(2)–7, 7–6(6), 6-4                                                                                         | Rafael Nadal                                                                         | Carlos Berlocq Jérémy Chardy        | Daniel Gimeno Traver Paolo Lorenzi Albert Ramos Viñolas Guillaume Rufin |
| 4 febbraio  | VTR Open 2013 Viña del Mar, Cile ATP World Tour 250 467 800 $ - Terra rossa - 28S/32Q/16D Singolare - Doppio | Paolo Lorenzi Potito Starace 6–2, 6–4                                                                                        | Juan Mónaco Rafael Nadal                                                             | Carlos Berlocq Jérémy Chardy        | Daniel Gimeno Traver Paolo Lorenzi Albert Ramos Viñolas Guillaume Rufin |
| 11 febbraio | Rotterdam Open 2013 Rotterdam, Paesi Bassi ATP World Tour 500 1 575 875 € - Cemento indoor - 32S/16Q/16D Singolare - Doppio | Juan Martín del Potro 7–6(2), 6-3                                                                                            | Julien Benneteau                                                                     | Gilles Simon Grigor Dimitrov        | Roger Federer Martin Kližan Marcos Baghdatis Jarkko Nieminen            |
| 11 febbraio | Rotterdam Open 2013 Rotterdam, Paesi Bassi ATP World Tour 500 1 575 875 € - Cemento indoor - 32S/16Q/16D Singolare - Doppio | Robert Lindstedt Nenad Zimonjić 5-7, 6-3, [10-8]                                                                             | Thiemo de Bakker Jesse Huta Galung                                                   | Gilles Simon Grigor Dimitrov        | Roger Federer Martin Kližan Marcos Baghdatis Jarkko Nieminen            |
| 11 febbraio | SAP Open 2013 San Jose, Stati Uniti ATP World Tour 250 623 730 $ - Cemento indoor - 28S/32Q/16D Singolare - Doppio | Milos Raonic 6-4, 6-3 | Tommy Haas                                                                           | Sam Querrey John Isner              | Denis Istomin Alejandro Falla Steve Johnson Xavier Malisse              |
| 11 febbraio | SAP Open 2013 San Jose, Stati Uniti ATP World Tour 250 623 730 $ - Cemento indoor - 28S/32Q/16D Singolare - Doppio | Xavier Malisse Frank Moser 6-0, 6(5)–7, [10-4]                                                                               | Lleyton Hewitt Marinko Matosevic                                                     | Sam Querrey John Isner              | Denis Istomin Alejandro Falla Steve Johnson Xavier Malisse              |
| 11 febbraio | Brasil Open 2013 San Paolo, Brasile ATP World Tour 250 519 775 $ - Terra rossa indoor - 28S/32Q/16D Singolare - Doppio | Rafael Nadal 6-2, 6-3 | David Nalbandian                                                                     | Martín Alund Simone Bolelli         | Carlos Berlocq Filippo Volandri Albert Montañés Nicolás Almagro         |
| 11 febbraio | Brasil Open 2013 San Paolo, Brasile ATP World Tour 250 519 775 $ - Terra rossa indoor - 28S/32Q/16D Singolare - Doppio | Alexander Peya Bruno Soares 6(5)–7, 6-2, [10-7]                                                                              | František Čermák Michal Mertiňák                                                     | Martín Alund Simone Bolelli         | Carlos Berlocq Filippo Volandri Albert Montañés Nicolás Almagro         |
| 18 febbraio | Copa Claro 2013 Buenos Aires, Argentina ATP World Tour 250 570 470 $ - Terra rossa - 32S/32Q/16D Singolare - Doppio | David Ferrer 6-4, 3-6, 6-1                                                                                                   | Stan Wawrinka                                                                        | Tommy Robredo Nicolás Almagro       | Fabio Fognini Julian Reister Albert Ramos Viñolas Federico Delbonis     |
| 18 febbraio | Copa Claro 2013 Buenos Aires, Argentina ATP World Tour 250 570 470 $ - Terra rossa - 32S/32Q/16D Singolare - Doppio | Simone Bolelli Fabio Fognini 6-3, 6-2                                                                                        | Nicholas Monroe Simon Stadler                                                        | Tommy Robredo Nicolás Almagro       | Fabio Fognini Julian Reister Albert Ramos Viñolas Federico Delbonis     |
| 18 febbraio | Open 13 2013 Marsiglia, Francia ATP World Tour 250 598 535 € - Cemento indoor - 28S/32Q/16D Singolare - Doppio | Jo-Wilfried Tsonga 3-6, 7–6(6), 6-4                                                                                          | Tomáš Berdych                                                                        | Dmitrij Tursunov Gilles Simon       | Jerzy Janowicz Gilles Müller Bernard Tomić Juan Martín del Potro        |
| 18 febbraio | Open 13 2013 Marsiglia, Francia ATP World Tour 250 598 535 € - Cemento indoor - 28S/32Q/16D Singolare - Doppio | Rohan Bopanna Colin Fleming 6-4, 7–6(3)                                                                                      | Aisam-ul-Haq Qureshi Jean-Julien Rojer                                               | Dmitrij Tursunov Gilles Simon       | Jerzy Janowicz Gilles Müller Bernard Tomić Juan Martín del Potro        |
| 18 febbraio | U.S. National Indoor Tennis Championships 2013 Memphis, Stati Uniti ATP World Tour 500 1 353 550 $ - Cemento indoor - 32S/16Q/16D Singolare - Doppio | Kei Nishikori 6-2, 6-3 | Feliciano López                                                                      | Marinko Matosevic Denis Istomin     | Marin Čilić Aleksandr Dolhopolov Michael Russell Jack Sock              |
| 18 febbraio | U.S. National Indoor Tennis Championships 2013 Memphis, Stati Uniti ATP World Tour 500 1 353 550 $ - Cemento indoor - 32S/16Q/16D Singolare - Doppio | Bob Bryan Mike Bryan 6-1, 6-2                                                                                                | James Blake Jack Sock                                                                | Marinko Matosevic Denis Istomin     | Marin Čilić Aleksandr Dolhopolov Michael Russell Jack Sock              |
| 25 febbraio | Dubai Tennis Championships 2013 Dubai, Emirati Arabi Uniti ATP World Tour 500 2 413 300 $ - Cemento - 32S/16Q/16D Singolare - Doppio | Novak Đoković 7-5, 6-3 | Tomáš Berdych                                                                        | Juan Martín del Potro Roger Federer | Andreas Seppi Daniel Brands Dmitrij Tursunov Nikolaj Davydenko          |
| 25 febbraio | Dubai Tennis Championships 2013 Dubai, Emirati Arabi Uniti ATP World Tour 500 2 413 300 $ - Cemento - 32S/16Q/16D Singolare - Doppio | Mahesh Bhupathi Michaël Llodra 7–6(6), 7–6(6)                                                                                | Robert Lindstedt Nenad Zimonjić                                                      | Juan Martín del Potro Roger Federer | Andreas Seppi Daniel Brands Dmitrij Tursunov Nikolaj Davydenko          |
| 25 febbraio | Delray Beach Int'l Tennis Championships 2013 Delray Beach, Stati Uniti ATP World Tour 250 519 775 $ - Cemento - 32S/32Q/16D Singolare - Doppio | Ernests Gulbis 7–6(3), 6-3                                                                                                   | Édouard Roger-Vasselin                                                               | John Isner Tommy Haas               | Kevin Anderson Ričardas Berankis Daniel Muñoz de la Nava Ivan Dodig     |
| 25 febbraio | Delray Beach Int'l Tennis Championships 2013 Delray Beach, Stati Uniti ATP World Tour 250 519 775 $ - Cemento - 32S/32Q/16D Singolare - Doppio | James Blake Jack Sock 6-4, 6-4                                                                                               | Maks Mirny Horia Tecău                                                               | John Isner Tommy Haas               | Kevin Anderson Ričardas Berankis Daniel Muñoz de la Nava Ivan Dodig     |
| 25 febbraio | Abierto Mexicano de Tenis 2013 Acapulco, Messico ATP World Tour 500 1 353 550 $ - Terra rossa - 32S/32Q/16D Singolare - Doppio | Rafael Nadal 6-0, 6-2 | David Ferrer                                                                         | Fabio Fognini Nicolás Almagro       | Paolo Lorenzi Santiago Giraldo Horacio Zeballos Leonardo Mayer          |
| 25 febbraio | Abierto Mexicano de Tenis 2013 Acapulco, Messico ATP World Tour 500 1 353 550 $ - Terra rossa - 32S/32Q/16D Singolare - Doppio | Łukasz Kubot David Marrero 7-5, 6-2                                                                                          | Simone Bolelli Fabio Fognini                                                         | Fabio Fognini Nicolás Almagro       | Paolo Lorenzi Santiago Giraldo Horacio Zeballos Leonardo Mayer          |

### Marzo
| Settimana         | Torneo | Campioni                                        | Finalisti                            | Semifinalisti               | Eliminati ai quarti                                         |
| ----------------- | --- | ----------------------------------------------- | ------------------------------------ | --------------------------- | ----------------------------------------------------------- |
| 4 marzo 11 marzo  | Indian Wells Open 2013 Indian Wells, Stati Uniti ATP World Tour Masters 1000 5 244 125 $ - Cemento - 96S/48Q/32D Singolare - Doppio | Rafael Nadal 4-6, 6-3, 6-4                      | Juan Martín del Potro                | Novak Đoković Tomáš Berdych | Jo-Wilfried Tsonga Andy Murray Kevin Anderson Roger Federer |
| 4 marzo 11 marzo  | Indian Wells Open 2013 Indian Wells, Stati Uniti ATP World Tour Masters 1000 5 244 125 $ - Cemento - 96S/48Q/32D Singolare - Doppio | Bob Bryan Mike Bryan 6-3, 3-6, [10-6]           | Treat Conrad Huey Jerzy Janowicz     | Novak Đoković Tomáš Berdych | Jo-Wilfried Tsonga Andy Murray Kevin Anderson Roger Federer |
| 18 marzo 25 marzo | Sony Ericsson Open 2013 Miami, Stati Uniti ATP World Tour Masters 1000 5 185 625 $ - Cemento - 96S/48Q/32D Singolare - Doppio       | Andy Murray 2-6, 6-4, 7-6(1)                    | David Ferrer                         | Tommy Haas Richard Gasquet  | Gilles Simon Jürgen Melzer Tomáš Berdych Marin Čilić        |
| 18 marzo 25 marzo | Sony Ericsson Open 2013 Miami, Stati Uniti ATP World Tour Masters 1000 5 185 625 $ - Cemento - 96S/48Q/32D Singolare - Doppio       | Aisam-ul-Haq Qureshi Jean-Julien Rojer 6-4, 6-1 | Mariusz Fyrstenberg Marcin Matkowski | Tommy Haas Richard Gasquet  | Gilles Simon Jürgen Melzer Tomáš Berdych Marin Čilić        |

### Aprile
| Settimana | Torneo | Campioni                                                                    | Finalisti                                                       | Semifinalisti                      | Eliminati ai quarti                                                 |
| --------- | --- | --------------------------------------------------------------------------- | --------------------------------------------------------------- | ---------------------------------- | ------------------------------------------------------------------- |
| 1º aprile | Quarti di finale Coppa Davis 2013 Vancouver, Canada – Cemento indoor Boise, Stati Uniti – Cemento indoor Buenos Aires, Argentina – Terra rossa Astana, Kazakistan – Terra rossa | Vincenti quarti di finale Canada 3-1 Serbia 3-1 Argentina 3-2 Rep. Ceca 3-1 | Perdenti quarti di finale Italia Stati Uniti Francia Kazakistan |                                    |                                                                     |
| 8 aprile  | Grand Prix Hassan II 2013 Casablanca, Marocco ATP World Tour 250 467 800 € - Terra rossa - 28S/32Q/16D Singolare - Doppio                                                       | Tommy Robredo 7–6(6), 4-6, 6-3                                              | Kevin Anderson                                                  | Stan Wawrinka Martin Kližan        | Guillermo García López Benoît Paire Robin Haase Grega Žemlja        |
| 8 aprile  | Grand Prix Hassan II 2013 Casablanca, Marocco ATP World Tour 250 467 800 € - Terra rossa - 28S/32Q/16D Singolare - Doppio                                                       | Julian Knowle Filip Polášek 6-3, 6-2                                        | Dustin Brown Christopher Kas                                    | Stan Wawrinka Martin Kližan        | Guillermo García López Benoît Paire Robin Haase Grega Žemlja        |
| 8 aprile  | U.S. Men's Clay Court Championships 2013 Houston, Stati Uniti ATP World Tour 250 519 775 $ - Terra rossa - 28S/32Q/16D Singolare - Doppio                                       | John Isner 6-3, 7-5                                                         | Nicolás Almagro                                                 | Rhyne Williams Juan Mónaco         | Paolo Lorenzi Rubén Ramírez Hidalgo Robby Ginepri Ričardas Berankis |
| 8 aprile  | U.S. Men's Clay Court Championships 2013 Houston, Stati Uniti ATP World Tour 250 519 775 $ - Terra rossa - 28S/32Q/16D Singolare - Doppio                                       | Jamie Murray John Peers 1-6, 7–6(3), [12-10]                                | Bob Bryan Mike Bryan                                            | Rhyne Williams Juan Mónaco         | Paolo Lorenzi Rubén Ramírez Hidalgo Robby Ginepri Ričardas Berankis |
| 15 aprile | Monte Carlo Masters 2013 Monte Carlo, Monaco ATP World Tour Masters 1000 2 998 495 € - Terra rossa - 56S/28Q/24D Singolare - Doppio                                             | Novak Đoković 6-2, 7-6(1)                                                   | Rafael Nadal                                                    | Fabio Fognini Jo-Wilfried Tsonga   | Jarkko Nieminen Richard Gasquet Grigor Dimitrov Stan Wawrinka       |
| 15 aprile | Monte Carlo Masters 2013 Monte Carlo, Monaco ATP World Tour Masters 1000 2 998 495 € - Terra rossa - 56S/28Q/24D Singolare - Doppio                                             | Julien Benneteau Nenad Zimonjić 4-6, 7–6(4), [14-12]                        | Bob Bryan Mike Bryan                                            | Fabio Fognini Jo-Wilfried Tsonga   | Jarkko Nieminen Richard Gasquet Grigor Dimitrov Stan Wawrinka       |
| 22 aprile | Barcelona Open Banc Sabadell 2013 Barcellona, Spagna ATP World Tour 500 2 166 875 € - Terra rossa - 48S/28Q/24D Singolare - Doppio                                              | Rafael Nadal 6-4, 6-3                                                       | Nicolás Almagro                                                 | Philipp Kohlschreiber Milos Raonic | Thomaz Bellucci Juan Mónaco Tommy Robredo Albert Ramos Viñolas      |
| 22 aprile | Barcelona Open Banc Sabadell 2013 Barcellona, Spagna ATP World Tour 500 2 166 875 € - Terra rossa - 48S/28Q/24D Singolare - Doppio                                              | Alexander Peya Bruno Soares 5-7, 7–6(7), [10-4]                             | Robert Lindstedt Daniel Nestor                                  | Philipp Kohlschreiber Milos Raonic | Thomaz Bellucci Juan Mónaco Tommy Robredo Albert Ramos Viñolas      |
| 22 aprile | Romanian Open 2013 Bucarest, Romania ATP World Tour 250 467 800 € - Terra rossa - 28S/32Q/16D Singolare - Doppio                                                                | Lukáš Rosol 6-3, 6-2                                                        | Guillermo García López                                          | Florian Mayer Gilles Simon         | Janko Tipsarević Victor Hănescu Viktor Troicki Daniel Brands        |
| 22 aprile | Romanian Open 2013 Bucarest, Romania ATP World Tour 250 467 800 € - Terra rossa - 28S/32Q/16D Singolare - Doppio                                                                | Maks Mirny Horia Tecău 4-6, 6-4, [10-6]                                     | Lukáš Dlouhý Oliver Marach                                      | Florian Mayer Gilles Simon         | Janko Tipsarević Victor Hănescu Viktor Troicki Daniel Brands        |
| 29 aprile | Internazionali di Tennis di Baviera 2013 Monaco di Baviera, Germania ATP World Tour 250 467 800 € - Terra rossa - 28S/32Q/16D Singolare - Doppio                                | Tommy Haas 6-3, 7–6(3)                                                      | Philipp Kohlschreiber                                           | Daniel Brands Ivan Dodig           | Janko Tipsarević Viktor Troicki Florian Mayer Aleksandr Dolhopolov  |
| 29 aprile | Internazionali di Tennis di Baviera 2013 Monaco di Baviera, Germania ATP World Tour 250 467 800 € - Terra rossa - 28S/32Q/16D Singolare - Doppio                                | Jarkko Nieminen Dmitrij Tursunov 6-1, 6-4                                   | Marcos Baghdatis Eric Butorac                                   | Daniel Brands Ivan Dodig           | Janko Tipsarević Viktor Troicki Florian Mayer Aleksandr Dolhopolov  |
| 29 aprile | Estoril Open 2013 Estoril, Portogallo ATP World Tour 250 467 800 € - Terra rossa - 28S/32Q/16D Singolare - Doppio                                                               | Stan Wawrinka 6-1, 6-4                                                      | David Ferrer                                                    | Andreas Seppi Pablo Carreño Busta  | Victor Hănescu Tommy Robredo Fabio Fognini Gastão Elias             |
| 29 aprile | Estoril Open 2013 Estoril, Portogallo ATP World Tour 250 467 800 € - Terra rossa - 28S/32Q/16D Singolare - Doppio                                                               | Santiago González Scott Lipsky 6-3, 4-6, [10-7]                             | Aisam-ul-Haq Qureshi Jean-Julien Rojer                          | Andreas Seppi Pablo Carreño Busta  | Victor Hănescu Tommy Robredo Fabio Fognini Gastão Elias             |

### Maggio
| Settimana          | Torneo | Campioni                                         | Finalisti                         | Semifinalisti                        | Eliminati ai quarti                                         |
| ------------------ | --- | ------------------------------------------------ | --------------------------------- | ------------------------------------ | ----------------------------------------------------------- |
| 6 maggio           | Mutua Madrid Open 2013 Madrid, Spagna ATP World Tour Masters 1000 2 835 000 € - Terra rossa - 56S/28Q/24D Singolare - Doppio     | Rafael Nadal 6-2, 6-4                            | Stan Wawrinka                     | Tomáš Berdych Pablo Andújar          | Jo-Wilfried Tsonga Andy Murray David Ferrer Kei Nishikori   |
| 6 maggio           | Mutua Madrid Open 2013 Madrid, Spagna ATP World Tour Masters 1000 2 835 000 € - Terra rossa - 56S/28Q/24D Singolare - Doppio     | Bob Bryan Mike Bryan 6-2, 6-3                    | Alexander Peya Bruno Soares       | Tomáš Berdych Pablo Andújar          | Jo-Wilfried Tsonga Andy Murray David Ferrer Kei Nishikori   |
| 13 maggio          | Internazionali d'Italia 2013 Roma, Italia ATP World Tour Masters 1000 2 227 500 € - Terra rossa - 56S/28Q/24D Singolare - Doppio | Rafael Nadal 6-1, 6-3                            | Roger Federer                     | Tomáš Berdych Benoît Paire           | Novak Đoković David Ferrer Marcel Granollers Jerzy Janowicz |
| 13 maggio          | Internazionali d'Italia 2013 Roma, Italia ATP World Tour Masters 1000 2 227 500 € - Terra rossa - 56S/28Q/24D Singolare - Doppio | Bob Bryan Mike Bryan 6-2, 6-3                    | Mahesh Bhupathi Rohan Bopanna     | Tomáš Berdych Benoît Paire           | Novak Đoković David Ferrer Marcel Granollers Jerzy Janowicz |
| 20 maggio          | Open de Nice Côte d'Azur 2013 Nizza, Francia ATP World Tour 250 398 250 € - Terra rossa - 28S/32Q/16D Singolare - Doppio         | Albert Montañés 6-0, 7–6(3)                      | Gaël Monfils                      | Édouard Roger-Vasselin Pablo Andújar | Paul-Henri Mathieu Sam Querrey Robin Haase Gilles Simon     |
| 20 maggio          | Open de Nice Côte d'Azur 2013 Nizza, Francia ATP World Tour 250 398 250 € - Terra rossa - 28S/32Q/16D Singolare - Doppio         | Johan Brunström Raven Klaasen 6-3, 6-2           | Juan Sebastián Cabal Robert Farah | Édouard Roger-Vasselin Pablo Andújar | Paul-Henri Mathieu Sam Querrey Robin Haase Gilles Simon     |
| 20 maggio          | Power Horse Cup 2013 Düsseldorf, Germania ATP World Tour 250 398 250 € - Terra rossa - 28S/32Q/16D Singolare - Doppio            | Juan Mónaco 6-4, 6-3                             | Jarkko Nieminen                   | Guido Pella Igor Sijsling            | Viktor Troicki Tobias Kamke Jan Hájek Tommy Haas            |
| 20 maggio          | Power Horse Cup 2013 Düsseldorf, Germania ATP World Tour 250 398 250 € - Terra rossa - 28S/32Q/16D Singolare - Doppio            | Andre Begemann Martin Emmrich 7–5, 6–2           | Treat Conrad Huey Dominic Inglot  | Guido Pella Igor Sijsling            | Viktor Troicki Tobias Kamke Jan Hájek Tommy Haas            |
| 27 maggio 3 giugno | Open di Francia 2013 Parigi, Francia Grande Slam 16 150 460 € - Terra rossa - 128S/128Q/64D/32X Singolare - Doppio - Misto       | Rafael Nadal 6-3, 6-2, 6-3                       | David Ferrer                      | Novak Đoković Jo-Wilfried Tsonga     | Tommy Haas Stan Wawrinka Tommy Robredo Roger Federer        |
| 27 maggio 3 giugno | Open di Francia 2013 Parigi, Francia Grande Slam 16 150 460 € - Terra rossa - 128S/128Q/64D/32X Singolare - Doppio - Misto       | Bob Bryan Mike Bryan 6-4, 4-6, 7–6(4)            | Michaël Llodra Nicolas Mahut      | Novak Đoković Jo-Wilfried Tsonga     | Tommy Haas Stan Wawrinka Tommy Robredo Roger Federer        |
| 27 maggio 3 giugno | Open di Francia 2013 Parigi, Francia Grande Slam 16 150 460 € - Terra rossa - 128S/128Q/64D/32X Singolare - Doppio - Misto       | Lucie Hradecká František Čermák 1-6, 6-4, [10-6] | Kristina Mladenovic Daniel Nestor | Novak Đoković Jo-Wilfried Tsonga     | Tommy Haas Stan Wawrinka Tommy Robredo Roger Federer        |

### Giugno
| Settimana           | Torneo | Campioni                                        | Finalisti                         | Semifinalisti                         | Eliminati ai quarti                                             |
| ------------------- | --- | ----------------------------------------------- | --------------------------------- | ------------------------------------- | --------------------------------------------------------------- |
| 10 giugno           | Queen's Club Championships 2013 Londra, Gran Bretagna ATP World Tour 250 779 665 € - Erba - 56S/32Q/24D Singolare - Doppio             | Andy Murray 5-7, 7-5, 6-3                       | Marin Čilić                       | Jo-Wilfried Tsonga Lleyton Hewitt     | Benjamin Becker Denis Kudla Juan Martín del Potro Tomáš Berdych |
| 10 giugno           | Queen's Club Championships 2013 Londra, Gran Bretagna ATP World Tour 250 779 665 € - Erba - 56S/32Q/24D Singolare - Doppio             | Bob Bryan Mike Bryan 4-6, 7-5, [10-3]           | Alexander Peya Bruno Soares       | Jo-Wilfried Tsonga Lleyton Hewitt     | Benjamin Becker Denis Kudla Juan Martín del Potro Tomáš Berdych |
| 10 giugno           | Halle Open 2013 Halle, Germania ATP World Tour 250 779 665 € - Erba - 32S/32Q/16D Singolare - Doppio                                   | Roger Federer 6(5)–7, 6-3, 6-4                  | Michail Južnyj                    | Tommy Haas Richard Gasquet            | Miša Zverev Gaël Monfils Philipp Kohlschreiber Florian Mayer    |
| 10 giugno           | Halle Open 2013 Halle, Germania ATP World Tour 250 779 665 € - Erba - 32S/32Q/16D Singolare - Doppio                                   | Santiago González Scott Lipsky 6-2, 7–6(3)      | Daniele Bracciali Jonathan Erlich | Tommy Haas Richard Gasquet            | Miša Zverev Gaël Monfils Philipp Kohlschreiber Florian Mayer    |
| 17 giugno           | TOPSHELF Open 2013 's-Hertogenbosch, Paesi Bassi ATP World Tour 250 467 800 € - Erba - 32S/32Q/16D Singolare - Doppio                  | Nicolas Mahut 6-3, 6-4                          | Stan Wawrinka                     | Xavier Malisse Guillermo García López | Roberto Bautista Agut Evgenij Donskoj Jan Hernych Jérémy Chardy |
| 17 giugno           | TOPSHELF Open 2013 's-Hertogenbosch, Paesi Bassi ATP World Tour 250 467 800 € - Erba - 32S/32Q/16D Singolare - Doppio                  | Maks Mirny Horia Tecău 6-3, 7–6(4)              | Andre Begemann Martin Emmrich     | Xavier Malisse Guillermo García López | Roberto Bautista Agut Evgenij Donskoj Jan Hernych Jérémy Chardy |
| 17 giugno           | AEGON International 2013 Eastbourne, Gran Bretagna ATP World Tour 250 519 310 € - Erba - 32S/23Q/16D Singolare - Doppio                | Feliciano López 7–6(2), 6(5)–7, 6-0             | Gilles Simon                      | Ivan Dodig Andreas Seppi              | Fabio Fognini Fernando Verdasco Radek Štěpánek Bernard Tomić    |
| 17 giugno           | AEGON International 2013 Eastbourne, Gran Bretagna ATP World Tour 250 519 310 € - Erba - 32S/23Q/16D Singolare - Doppio                | Alexander Peya Bruno Soares 3-6, 6-3, [10-8]    | Colin Fleming Jonathan Marray     | Ivan Dodig Andreas Seppi              | Fabio Fognini Fernando Verdasco Radek Štěpánek Bernard Tomić    |
| 24 giugno 1º luglio | Torneo di Wimbledon 2013 Londra, Gran Bretagna Grande Slam 10 514 000 £ - Erba 128S/128Q/64D/16Q/48X Singolare - Doppio - Doppio misto | Andy Murray 6-4, 7-5, 6-4                       | Novak Đoković                     | Juan Martín del Potro Jerzy Janowicz  | Tomáš Berdych David Ferrer Łukasz Kubot Fernando Verdasco       |
| 24 giugno 1º luglio | Torneo di Wimbledon 2013 Londra, Gran Bretagna Grande Slam 10 514 000 £ - Erba 128S/128Q/64D/16Q/48X Singolare - Doppio - Doppio misto | Bob Bryan Mike Bryan 3-6, 6-3, 6-4, 6-4         | Ivan Dodig Marcelo Melo           | Juan Martín del Potro Jerzy Janowicz  | Tomáš Berdych David Ferrer Łukasz Kubot Fernando Verdasco       |
| 24 giugno 1º luglio | Torneo di Wimbledon 2013 Londra, Gran Bretagna Grande Slam 10 514 000 £ - Erba 128S/128Q/64D/16Q/48X Singolare - Doppio - Doppio misto | Daniel Nestor Kristina Mladenovic 5-7, 6-2, 8-6 | Bruno Soares Lisa Raymond         | Juan Martín del Potro Jerzy Janowicz  | Tomáš Berdych David Ferrer Łukasz Kubot Fernando Verdasco       |

### Luglio
| Settimana | Torneo | Campioni                                                 | Finalisti                            | Semifinalisti                        | Eliminati nei quarti                                                |
| --------- | --- | -------------------------------------------------------- | ------------------------------------ | ------------------------------------ | ------------------------------------------------------------------- |
| 8 luglio  | Campbell's Hall of Fame Tennis Champs 2013 Newport, Stati Uniti ATP World Tour 250 519 775 $ - Erba - 32S/32Q/16D Singolare - Doppio                | Nicolas Mahut 5-7, 7-5, 6-3                              | Lleyton Hewitt                       | Michael Russell John Isner           | Michał Przysiężny Igor Sijsling Jan Hernych Ivo Karlović            |
| 8 luglio  | Campbell's Hall of Fame Tennis Champs 2013 Newport, Stati Uniti ATP World Tour 250 519 775 $ - Erba - 32S/32Q/16D Singolare - Doppio                | Nicolas Mahut Édouard Roger-Vasselin 6(4)–7, 6-2, [10-5] | Tim Smyczek Rhyne Williams           | Michael Russell John Isner           | Michał Przysiężny Igor Sijsling Jan Hernych Ivo Karlović            |
| 8 luglio  | Swedish Open 2013 Båstad, Svezia ATP World Tour 250 467 800 € - Terra rossa - 28S/32Q/16D Singolare - Doppio                                        | Carlos Berlocq 7-5, 6-1                                  | Fernando Verdasco                    | Thiemo de Bakker Grigor Dimitrov     | Tomáš Berdych Albert Ramos Viñolas Juan Mónaco Nicolás Almagro      |
| 8 luglio  | Swedish Open 2013 Båstad, Svezia ATP World Tour 250 467 800 € - Terra rossa - 28S/32Q/16D Singolare - Doppio                                        | Nicholas Monroe Simon Stadler 6-2, 3-6, [10-3]           | Carlos Berlocq Albert Ramos Viñolas  | Thiemo de Bakker Grigor Dimitrov     | Tomáš Berdych Albert Ramos Viñolas Juan Mónaco Nicolás Almagro      |
| 8 luglio  | Mercedes Cup 2013 Stoccarda, Germania ATP World Tour 250 491 370 € - Terra rossa - 32S/32Q/16D Singolare - Doppio                                   | Fabio Fognini 5-7, 6-4, 6-4                              | Philipp Kohlschreiber                | Roberto Bautista Agut Victor Hănescu | Tommy Haas Michael Berrer Benoît Paire Gaël Monfils                 |
| 8 luglio  | Mercedes Cup 2013 Stoccarda, Germania ATP World Tour 250 491 370 € - Terra rossa - 32S/32Q/16D Singolare - Doppio                                   | Facundo Bagnis Thomaz Bellucci 2-6, 6-4, [11-9]          | Tomasz Bednarek Mateusz Kowalczyk    | Roberto Bautista Agut Victor Hănescu | Tommy Haas Michael Berrer Benoît Paire Gaël Monfils                 |
| 15 luglio | Bet-at-home Open - German Tennis Championships 2013 Amburgo, Germania ATP World Tour 500 1 230 500 € - Terra rossa - 48S/16Q/16D Singolare - Doppio | Fabio Fognini 4-6, 7–6(8), 6-2                           | Federico Delbonis                    | Roger Federer Nicolás Almagro        | Florian Mayer Fernando Verdasco Juan Mónaco Tommy Haas              |
| 15 luglio | Bet-at-home Open - German Tennis Championships 2013 Amburgo, Germania ATP World Tour 500 1 230 500 € - Terra rossa - 48S/16Q/16D Singolare - Doppio | Mariusz Fyrstenberg Marcin Matkowski 3-6, 6-1, [10-8]    | Alexander Peya Bruno Soares          | Roger Federer Nicolás Almagro        | Florian Mayer Fernando Verdasco Juan Mónaco Tommy Haas              |
| 15 luglio | Colombia Open 2013 Bogotà, Colombia ATP World Tour 250 638 085 $ - Cemento - 28S/32Q/16D Singolare - Doppio                                         | Ivo Karlović 6-3, 7–6(4)                                 | Alejandro Falla                      | Vasek Pospisil Kevin Anderson        | Janko Tipsarević Matteo Viola Adrian Mannarino Santiago Giraldo     |
| 15 luglio | Colombia Open 2013 Bogotà, Colombia ATP World Tour 250 638 085 $ - Cemento - 28S/32Q/16D Singolare - Doppio                                         | Purav Raja Divij Sharan 7–6(4), 7–6(3)                   | Édouard Roger-Vasselin Igor Sijsling | Vasek Pospisil Kevin Anderson        | Janko Tipsarević Matteo Viola Adrian Mannarino Santiago Giraldo     |
| 22 luglio | BB&T Atlanta Open 2013 Atlanta, Stati Uniti ATP World Tour 250 623 730 $ - Cemento - 28S/32Q/16D Singolare - Doppio                                 | John Isner 6(3)–7, 7–6(2), 7–6(2)                        | Kevin Anderson                       | Lleyton Hewitt Ryan Harrison         | James Blake Ivan Dodig Santiago Giraldo Denis Istomin               |
| 22 luglio | BB&T Atlanta Open 2013 Atlanta, Stati Uniti ATP World Tour 250 623 730 $ - Cemento - 28S/32Q/16D Singolare - Doppio                                 | Édouard Roger-Vasselin Igor Sijsling 7–6(6), 6-3         | Colin Fleming Jonathan Marray        | Lleyton Hewitt Ryan Harrison         | James Blake Ivan Dodig Santiago Giraldo Denis Istomin               |
| 22 luglio | Crédit Agricole Suisse Open Gstaad 2013 Gstaad, Svizzera ATP World Tour 250 467 800 € - Terra rossa - 28S/32Q/16D Singolare - Doppio                | Michail Južnyj 6-3, 6-4                                  | Robin Haase                          | Victor Hănescu Feliciano López       | Daniel Brands Juan Mónaco Marcel Granollers Stan Wawrinka           |
| 22 luglio | Crédit Agricole Suisse Open Gstaad 2013 Gstaad, Svizzera ATP World Tour 250 467 800 € - Terra rossa - 28S/32Q/16D Singolare - Doppio                | Jamie Murray John Peers 6-3, 6-4                         | Pablo Andújar Guillermo García López | Victor Hănescu Feliciano López       | Daniel Brands Juan Mónaco Marcel Granollers Stan Wawrinka           |
| 22 luglio | Croatia Open Umag 2013 Umago, Croazia ATP World Tour 250 467 800 € - Terra rossa - 28S/32Q/16D Singolare - Doppio                                   | Tommy Robredo 6-0, 6-3                                   | Fabio Fognini                        | Gaël Monfils Andreas Seppi           | Albert Montañés Martin Kližan Aljaž Bedene Horacio Zeballos         |
| 22 luglio | Croatia Open Umag 2013 Umago, Croazia ATP World Tour 250 467 800 € - Terra rossa - 28S/32Q/16D Singolare - Doppio                                   | Martin Kližan David Marrero 6-1, 5-7, [10-7]             | Nicholas Monroe Simon Stadler        | Gaël Monfils Andreas Seppi           | Albert Montañés Martin Kližan Aljaž Bedene Horacio Zeballos         |
| 29 luglio | Washington Open 2013 Washington, Stati Uniti ATP World Tour 500 1 165 500 $ – Cemento – 48S/24Q/16D Singolare – Doppio                              | Juan Martín del Potro 3-6, 6-1, 6-2                      | John Isner                           | Tommy Haas Dmitrij Tursunov          | Kevin Anderson Grigor Dimitrov Marinko Matosevic Marcos Baghdatis   |
| 29 luglio | Washington Open 2013 Washington, Stati Uniti ATP World Tour 500 1 165 500 $ – Cemento – 48S/24Q/16D Singolare – Doppio                              | Julien Benneteau Nenad Zimonjić 7–6(5), 7-5              | Mardy Fish Radek Štěpánek            | Tommy Haas Dmitrij Tursunov          | Kevin Anderson Grigor Dimitrov Marinko Matosevic Marcos Baghdatis   |
| 29 luglio | Bet-at-home Cup Kitzbühel 2013 Kitzbühel, Austria ATP World Tour 250 450 000 € – Terra rossa – 28S/16D Singolare – Doppio                           | Marcel Granollers 0-6, 7–6(3), 6-4                       | Juan Mónaco                          | Robin Haase Albert Montañés          | Leonardo Mayer Fernando Verdasco Dominic Thiem Daniel Gimeno Traver |
| 29 luglio | Bet-at-home Cup Kitzbühel 2013 Kitzbühel, Austria ATP World Tour 250 450 000 € – Terra rossa – 28S/16D Singolare – Doppio                           | Martin Emmrich Christopher Kas 6-4, 6-3                  | František Čermák Lukáš Dlouhý        | Robin Haase Albert Montañés          | Leonardo Mayer Fernando Verdasco Dominic Thiem Daniel Gimeno Traver |

### Agosto
| Settimana             | Torneo | Campioni                                 | Finalisti                        | Semifinalisti                       | Eliminati ai quarti                                                |
| --------------------- | --- | ---------------------------------------- | -------------------------------- | ----------------------------------- | ------------------------------------------------------------------ |
| 5 agosto              | Canadian Open 2013 Montréal, Canada ATP World Tour Masters 1000 3 496 085 $ - Cemento - 56S/24Q/24D Singolare - Doppio          | Rafael Nadal 6-2, 6-2                    | Milos Raonic                     | Novak Đoković Vasek Pospisil        | Richard Gasquet Marinko Matosevic Nikolaj Davydenko Ernests Gulbis |
| 5 agosto              | Canadian Open 2013 Montréal, Canada ATP World Tour Masters 1000 3 496 085 $ - Cemento - 56S/24Q/24D Singolare - Doppio          | Alexander Peya Bruno Soares 6-4, 7–6(4)  | Colin Fleming Andy Murray        | Novak Đoković Vasek Pospisil        | Richard Gasquet Marinko Matosevic Nikolaj Davydenko Ernests Gulbis |
| 12 agosto             | Cincinnati Open 2013 Cincinnati, Stati Uniti ATP World Tour Masters 1000 3 000 000 $ - Cemento - 56S/28Q/24D Singolare - Doppio | Rafael Nadal 7–6(8), 7–6(3)              | John Isner                       | Juan Martín del Potro Tomáš Berdych | Novak Đoković Dmitrij Tursunov Roger Federer Andy Murray           |
| 12 agosto             | Cincinnati Open 2013 Cincinnati, Stati Uniti ATP World Tour Masters 1000 3 000 000 $ - Cemento - 56S/28Q/24D Singolare - Doppio | Bob Bryan Mike Bryan 6-4, 4-6, [10-4]    | Marcel Granollers Marc López     | Juan Martín del Potro Tomáš Berdych | Novak Đoković Dmitrij Tursunov Roger Federer Andy Murray           |
| 19 agosto             | Winston-Salem Open 2013 Winston-Salem, Stati Uniti ATP World Tour 250 625 000 $ - Cemento - 48S/32Q/16D Singolare - Doppio      | Jürgen Melzer 6-3, 2-1, rit.             | Gaël Monfils                     | Sam Querrey Aleksandr Dolhopolov    | Ričardas Berankis Dmitrij Tursunov Fernando Verdasco Lu Yen-hsun   |
| 19 agosto             | Winston-Salem Open 2013 Winston-Salem, Stati Uniti ATP World Tour 250 625 000 $ - Cemento - 48S/32Q/16D Singolare - Doppio      | Daniel Nestor Leander Paes 7–6(10), 7-5  | Treat Conrad Huey Dominic Inglot | Sam Querrey Aleksandr Dolhopolov    | Ričardas Berankis Dmitrij Tursunov Fernando Verdasco Lu Yen-hsun   |
| 26 agosto 2 settembre | US Open 2013 New York, Stati Uniti Grande Slam 22 668 000 $ - Cemento 128S/128Q/64D/32X Singolare - Doppio - Doppio misto       | Rafael Nadal 6-2, 3-6, 6-4, 6-1          | Novak Đoković                    | Stan Wawrinka Richard Gasquet       | Michail Južnyj Andy Murray David Ferrer Tommy Robredo              |
| 26 agosto 2 settembre | US Open 2013 New York, Stati Uniti Grande Slam 22 668 000 $ - Cemento 128S/128Q/64D/32X Singolare - Doppio - Doppio misto       | Leander Paes Radek Štěpánek 6-1, 6-3     | Alexander Peya Bruno Soares      | Stan Wawrinka Richard Gasquet       | Michail Južnyj Andy Murray David Ferrer Tommy Robredo              |
| 26 agosto 2 settembre | US Open 2013 New York, Stati Uniti Grande Slam 22 668 000 $ - Cemento 128S/128Q/64D/32X Singolare - Doppio - Doppio misto       | Andrea Hlaváčková Maks Mirny 7–6(5), 6-3 | Abigail Spears Santiago González | Stan Wawrinka Richard Gasquet       | Michail Južnyj Andy Murray David Ferrer Tommy Robredo              |

### Settembre
| Settimana    | Torneo | Campioni                                         | Finalisti                            | Semifinalisti                 | Eliminati ai quarti                                              |
| ------------ | --- | ------------------------------------------------ | ------------------------------------ | ----------------------------- | ---------------------------------------------------------------- |
| 9 settembre  | Semifinali Coppa Davis 2013 Belgrado, Serbia - Cemento indoor Praga, Repubblica Ceca - Terra rossa indoor                       | Vincenti semifinali Serbia 3-2 Rep. Ceca 3-2     | Perdenti semifinali Canada Argentina |                               |                                                                  |
| 16 settembre | St. Petersburg Open 2013 San Pietroburgo, Russia ATP World Tour 250 750 000 $ - Cemento indoor - 32S/32Q/16D Singolare - Doppio | Ernests Gulbis 3-6, 6-4, 6-0                     | Guillermo García López               | Michał Przysiężny João Sousa  | Lukáš Rosol Roberto Bautista Agut Dmitrij Tursunov Denis Istomin |
| 16 settembre | St. Petersburg Open 2013 San Pietroburgo, Russia ATP World Tour 250 750 000 $ - Cemento indoor - 32S/32Q/16D Singolare - Doppio | David Marrero Fernando Verdasco 7–6(6), 6-3      | Dominic Inglot Denis Istomin         | Michał Przysiężny João Sousa  | Lukáš Rosol Roberto Bautista Agut Dmitrij Tursunov Denis Istomin |
| 16 settembre | Moselle Open 2013 Metz, Francia ATP World Tour 250 450 000 € - Cemento indoor - 32S/32Q/16D Singolare - Doppio                  | Gilles Simon 6-4, 6-3                            | Jo-Wilfried Tsonga                   | Florian Mayer Nicolas Mahut   | Tobias Kamke Carlos Berlocq Benjamin Becker Sam Querrey          |
| 16 settembre | Moselle Open 2013 Metz, Francia ATP World Tour 250 450 000 € - Cemento indoor - 32S/32Q/16D Singolare - Doppio                  | Johan Brunström Raven Klaasen 6-4, 7–6(5)        | Nicolas Mahut Jo-Wilfried Tsonga     | Florian Mayer Nicolas Mahut   | Tobias Kamke Carlos Berlocq Benjamin Becker Sam Querrey          |
| 23 settembre | Thailand Open 2013 Bangkok, Thailandia ATP World Tour 250 608 500 $ - Cemento indoor - 32S/32Q/16D Singolare - Doppio           | Milos Raonic 7–6(4), 6–3                         | Tomáš Berdych                        | Gilles Simon Richard Gasquet  | Lu Yen-hsun Igor Sijsling Feliciano López Michail Južnyj         |
| 23 settembre | Thailand Open 2013 Bangkok, Thailandia ATP World Tour 250 608 500 $ - Cemento indoor - 32S/32Q/16D Singolare - Doppio           | Jamie Murray John Peers 6-3, 3-6, [10-6]         | Tomasz Bednarek Johan Brunström      | Gilles Simon Richard Gasquet  | Lu Yen-hsun Igor Sijsling Feliciano López Michail Južnyj         |
| 23 settembre | Malaysian Open 2013 Kuala Lumpur, Malaysia ATP World Tour 250 947 750 $ - Cemento indoor - 28S/32S/16D Singolare - Doppio       | João Sousa 2-6, 7-5, 6-4                         | Julien Benneteau                     | Jürgen Melzer Stan Wawrinka   | David Ferrer Federico Delbonis Adrian Mannarino Dmitrij Tursunov |
| 23 settembre | Malaysian Open 2013 Kuala Lumpur, Malaysia ATP World Tour 250 947 750 $ - Cemento indoor - 28S/32S/16D Singolare - Doppio       | Eric Butorac Raven Klaasen 6-2, 6-4              | Pablo Cuevas Horacio Zeballos        | Jürgen Melzer Stan Wawrinka   | David Ferrer Federico Delbonis Adrian Mannarino Dmitrij Tursunov |
| 30 settembre | China Open 2013 Pechino, Cina ATP World Tour 500 3 337 000 $ - Cemento - 32S/32Q/16D Singolare - Doppio                         | Novak Đoković 6-3, 6-4                           | Rafael Nadal                         | Richard Gasquet Tomáš Berdych | Sam Querrey David Ferrer John Isner Fabio Fognini                |
| 30 settembre | China Open 2013 Pechino, Cina ATP World Tour 500 3 337 000 $ - Cemento - 32S/32Q/16D Singolare - Doppio                         | Maks Mirny Horia Tecău 6-4, 6-2                  | Fabio Fognini Andreas Seppi          | Richard Gasquet Tomáš Berdych | Sam Querrey David Ferrer John Isner Fabio Fognini                |
| 30 settembre | Japan Open Tennis Champs 2013 Tokyo, Giappone ATP World Tour 500 1 226 500 $ - Cemento - 32S/32Q/16D Singolare - Doppio         | Juan Martín del Potro 7–6(5), 7-5                | Milos Raonic                         | Nicolás Almagro Ivan Dodig    | Aleksandr Dolhopolov Kei Nishikori Lukáš Lacko Jarkko Nieminen   |
| 30 settembre | Japan Open Tennis Champs 2013 Tokyo, Giappone ATP World Tour 500 1 226 500 $ - Cemento - 32S/32Q/16D Singolare - Doppio         | Rohan Bopanna Édouard Roger-Vasselin 7–6(5), 6-4 | Jamie Murray John Peers              | Nicolás Almagro Ivan Dodig    | Aleksandr Dolhopolov Kei Nishikori Lukáš Lacko Jarkko Nieminen   |

### Ottobre
| Settimana  | Torneo | Campioni                                            | Finalisti                       | Semifinalisti                         | Eliminati ai quarti                                                     |
| ---------- | --- | --------------------------------------------------- | ------------------------------- | ------------------------------------- | ----------------------------------------------------------------------- |
| 7 ottobre  | Shanghai Masters 2013 Shanghai, Cina ATP World Tour Masters 1000 5 250 000 $ - Cemento - 56S/28Q/24D Singolare - Doppio      | Novak Đoković 6-2, 3-6, 7–6(3)                      | Juan Martín del Potro           | Jo-Wilfried Tsonga Rafael Nadal       | Gaël Monfils Florian Mayer Nicolás Almagro Stan Wawrinka                |
| 7 ottobre  | Shanghai Masters 2013 Shanghai, Cina ATP World Tour Masters 1000 5 250 000 $ - Cemento - 56S/28Q/24D Singolare - Doppio      | Ivan Dodig Marcelo Melo 7–6(2), 6(6)–7, [10-2]      | David Marrero Fernando Verdasco | Jo-Wilfried Tsonga Rafael Nadal       | Gaël Monfils Florian Mayer Nicolás Almagro Stan Wawrinka                |
| 14 ottobre | Stockholm Open 2013 Stoccolma, Svezia ATP World Tour 250 600 000 € - Cemento indoor - 32S/32Q/16D Singolare - Doppio         | Grigor Dimitrov 2-6, 6-3, 6-4                       | David Ferrer                    | Ernests Gulbis Benoît Paire           | Fernando Verdasco Jerzy Janowicz Kenny de Schepper Milos Raonic         |
| 14 ottobre | Stockholm Open 2013 Stoccolma, Svezia ATP World Tour 250 600 000 € - Cemento indoor - 32S/32Q/16D Singolare - Doppio         | Aisam-ul-Haq Qureshi Jean-Julien Rojer 6-2, 6-2     | Jonas Björkman Robert Lindstedt | Ernests Gulbis Benoît Paire           | Fernando Verdasco Jerzy Janowicz Kenny de Schepper Milos Raonic         |
| 14 ottobre | Kremlin Cup 2013 Mosca, Russia ATP World Tour 250 1 080 500 $ - Cemento indoor - 32S/32Q/16D Singolare - Doppio              | Richard Gasquet 4-6, 6-4, 6-4                       | Michail Kukuškin                | Ivo Karlović Andreas Seppi            | Tejmuraz Gabašvili Karen Chačanov Andrej Golubev Édouard Roger-Vasselin |
| 14 ottobre | Kremlin Cup 2013 Mosca, Russia ATP World Tour 250 1 080 500 $ - Cemento indoor - 32S/32Q/16D Singolare - Doppio              | Michail Elgin Denis Istomin 6-2, 1-6, [14-12]       | Ken Skupski Neal Skupski        | Ivo Karlović Andreas Seppi            | Tejmuraz Gabašvili Karen Chačanov Andrej Golubev Édouard Roger-Vasselin |
| 14 ottobre | Vienna Open 2013 Vienna, Austria ATP World Tour 250 574 750 € - Cemento indoor - 32S/32Q/16D Singolare - Doppio              | Tommy Haas 6-3, 4-6, 6-4                            | Robin Haase                     | Jo-Wilfried Tsonga Lukáš Rosol        | Dominic Thiem Fabio Fognini Ruben Bemelmans Radek Štěpánek              |
| 14 ottobre | Vienna Open 2013 Vienna, Austria ATP World Tour 250 574 750 € - Cemento indoor - 32S/32Q/16D Singolare - Doppio              | Florin Mergea Lukáš Rosol 7-5, 6-4                  | Julian Knowle Daniel Nestor     | Jo-Wilfried Tsonga Lukáš Rosol        | Dominic Thiem Fabio Fognini Ruben Bemelmans Radek Štěpánek              |
| 21 ottobre | Valencia Open 500 2013 Valencia, Spagna ATP World Tour 500 2 019 000 € - Cemento indoor - 32S/32Q/16D Singolare - Doppio     | Michail Južnyj 6-3, 7-5                             | David Ferrer                    | Nicolás Almagro Dmitrij Tursunov      | Jerzy Janowicz Fabio Fognini Jérémy Chardy Jarkko Nieminen              |
| 21 ottobre | Valencia Open 500 2013 Valencia, Spagna ATP World Tour 500 2 019 000 € - Cemento indoor - 32S/32Q/16D Singolare - Doppio     | Alexander Peya Bruno Soares 7–6(3), 6(1)-7, [13-11] | Bob Bryan Mike Bryan            | Nicolás Almagro Dmitrij Tursunov      | Jerzy Janowicz Fabio Fognini Jérémy Chardy Jarkko Nieminen              |
| 21 ottobre | Swiss Indoors Basel 2013 Basilea, Svizzera ATP World Tour 500 1 755 000 € - Cemento indoor - 32S/32Q/16D Singolare - Doppio  | Juan Martín del Potro 7–6(3), 2-6, 6-4              | Roger Federer                   | Édouard Roger-Vasselin Vasek Pospisil | Paul-Henri Mathieu Daniel Brands Grigor Dimitrov Ivan Dodig             |
| 21 ottobre | Swiss Indoors Basel 2013 Basilea, Svizzera ATP World Tour 500 1 755 000 € - Cemento indoor - 32S/32Q/16D Singolare - Doppio  | Treat Conrad Huey Dominic Inglot 6-3, 3-6, [10-4]   | Julian Knowle Oliver Marach     | Édouard Roger-Vasselin Vasek Pospisil | Paul-Henri Mathieu Daniel Brands Grigor Dimitrov Ivan Dodig             |
| 28 ottobre | Paris Masters 2013 Parigi, Francia ATP World Tour Masters 1000 2 750 000 $ - Cemento indoor - 48S/24Q/24D Singolare - Doppio | Novak Đoković 7-5, 7-5                              | David Ferrer                    | Rafael Nadal Roger Federer            | Richard Gasquet Tomáš Berdych Juan Martín del Potro Stan Wawrinka       |
| 28 ottobre | Paris Masters 2013 Parigi, Francia ATP World Tour Masters 1000 2 750 000 $ - Cemento indoor - 48S/24Q/24D Singolare - Doppio | Bob Bryan Mike Bryan 6-3, 6-3                       | Alexander Peya Bruno Soares     | Rafael Nadal Roger Federer            | Richard Gasquet Tomáš Berdych Juan Martín del Potro Stan Wawrinka       |

### Novembre
| Settimana   | Torneo | Campioni                                            | Finalisti            | Semifinalisti               | Eliminati ai quarti                                                                            |
| ----------- | --- | --------------------------------------------------- | -------------------- | --------------------------- | ---------------------------------------------------------------------------------------------- |
| 4 novembre  | ATP World Tour Finals 2013 Londra, Gran Bretagna ATP World Tour Finals 2 227 500 £ - Cemento indoor - 8S/8D (RR) Singolare - Doppio | Novak Đoković 6-3, 6-4                              | Rafael Nadal         | Roger Federer Stan Wawrinka | Round Robin Gruppo A David Ferrer Tomáš Berdych Gruppo B Juan Martín del Potro Richard Gasquet |
| 4 novembre  | ATP World Tour Finals 2013 Londra, Gran Bretagna ATP World Tour Finals 2 227 500 £ - Cemento indoor - 8S/8D (RR) Singolare - Doppio | David Marrero Fernando Verdasco 7-5, 6(3)–7, [10-7] | Bob Bryan Mike Bryan | Roger Federer Stan Wawrinka | Round Robin Gruppo A David Ferrer Tomáš Berdych Gruppo B Juan Martín del Potro Richard Gasquet |
| 11 novembre | Finale Coppa Davis 2013 Belgrado, Serbia - Cemento indoor                                                                           | Rep. Ceca 3-2                                       | Serbia               |                             |                                                                                                |

## Informazioni statistiche

### Titoli vinti per giocatore
| Titoli | Giocatore              | S | D | X | S | D | S | D | S | D | S | D | S  | D  | X |
| ------ | ---------------------- | - | - | - | - | - | - | - | - | - | - | - | -- | -- | - |
| 11     | Bob Bryan              |   | ● |   |   |   |   | ● |   | ● |   | ● | 0  | 11 | 0 |
| 11     | Mike Bryan             |   | ● |   |   |   |   | ● |   | ● |   | ● | 0  | 11 | 0 |
| 10     | Rafael Nadal           | ● |   |   |   |   | ● |   | ● |   | ● |   | 10 | 0  | 0 |
| 7      | Novak Đoković          | ● |   |   | ● |   | ● |   | ● |   |   |   | 7  | 0  | 0 |
| 6      | Bruno Soares           |   |   |   |   |   |   | ● |   | ● |   | ● | 0  | 6  | 0 |
| 5      | Alexander Peya         |   |   |   |   |   |   | ● |   | ● |   | ● | 0  | 5  | 0 |
| 4      | Andy Murray            | ● |   |   |   |   | ● |   |   |   | ● |   | 4  | 0  | 0 |
| 4      | Maks Mirny             |   |   | ● |   |   |   |   |   | ● |   | ● | 0  | 3  | 1 |
| 4      | Juan Martín del Potro  |   |   |   |   |   |   |   | ● |   |   |   | 4  | 0  | 0 |
| 4      | David Marrero          |   |   |   |   | ● |   |   |   | ● |   | ● | 0  | 4  | 0 |
| 3      | Nenad Zimonjić         |   |   |   |   |   |   | ● |   | ● |   |   | 0  | 3  | 0 |
| 3      | Fabio Fognini          |   |   |   |   |   |   |   | ● |   | ● | ● | 2  | 1  | 0 |
| 3      | Édouard Roger-Vasselin |   |   |   |   |   |   |   |   | ● |   | ● | 0  | 3  | 0 |
| 3      | Horia Tecău            |   |   |   |   |   |   |   |   | ● |   | ● | 0  | 3  | 0 |
| 3      | Richard Gasquet        |   |   |   |   |   |   |   |   |   | ● |   | 3  | 0  | 0 |
| 3      | Nicolas Mahut          |   |   |   |   |   |   |   |   |   | ● | ● | 2  | 1  | 0 |
| 3      | Tommy Robredo          |   |   |   |   |   |   |   |   |   | ● | ● | 2  | 1  | 0 |
| 3      | Raven Klaasen          |   |   |   |   |   |   |   |   |   |   | ● | 0  | 3  | 0 |
| 3      | Jamie Murray           |   |   |   |   |   |   |   |   |   |   | ● | 0  | 3  | 0 |
| 3      | John Peers             |   |   |   |   |   |   |   |   |   |   | ● | 0  | 3  | 0 |
| 2      | Leander Paes           |   | ● |   |   |   |   |   |   |   |   | ● | 0  | 2  | 0 |
| 2      | Daniel Nestor          |   |   | ● |   |   |   |   |   |   |   | ● | 0  | 1  | 1 |
| 2      | Julien Benneteau       |   |   |   |   |   |   | ● |   | ● |   |   | 0  | 2  | 0 |
| 2      | Marcelo Melo           |   |   |   |   |   |   | ● |   |   |   | ● | 0  | 2  | 0 |
| 2      | Jean-Julien Rojer      |   |   |   |   |   |   | ● |   |   |   | ● | 0  | 2  | 0 |
| 2      | Aisam-ul-Haq Qureshi   |   |   |   |   |   |   | ● |   |   |   | ● | 0  | 2  | 0 |
| 2      | Michail Južnyj         |   |   |   |   |   |   |   | ● |   | ● |   | 2  | 0  | 0 |
| 2      | Rohan Bopanna          |   |   |   |   |   |   |   |   | ● |   | ● | 0  | 2  | 0 |
| 2      | Michaël Llodra         |   |   |   |   |   |   |   |   | ● |   | ● | 0  | 2  | 0 |
| 2      | David Ferrer           |   |   |   |   |   |   |   |   |   | ● |   | 2  | 0  | 0 |
| 2      | Ernests Gulbis         |   |   |   |   |   |   |   |   |   | ● |   | 2  | 0  | 0 |
| 2      | Tommy Haas             |   |   |   |   |   |   |   |   |   | ● |   | 2  | 0  | 0 |
| 2      | John Isner             |   |   |   |   |   |   |   |   |   | ● |   | 2  | 0  | 0 |
| 2      | Milos Raonic           |   |   |   |   |   |   |   |   |   | ● |   | 2  | 0  | 0 |
| 2      | Lukáš Rosol            |   |   |   |   |   |   |   |   |   | ● | ● | 1  | 1  | 0 |
| 2      | Stan Wawrinka          |   |   |   |   |   |   |   |   |   | ● | ● | 1  | 1  | 0 |
| 2      | Johan Brunström        |   |   |   |   |   |   |   |   |   |   | ● | 0  | 2  | 0 |
| 2      | Martin Emmrich         |   |   |   |   |   |   |   |   |   |   | ● | 0  | 2  | 0 |
| 2      | Colin Fleming          |   |   |   |   |   |   |   |   |   |   | ● | 0  | 2  | 0 |
| 2      | Santiago González      |   |   |   |   |   |   |   |   |   |   | ● | 0  | 2  | 0 |
| 2      | Christopher Kas        |   |   |   |   |   |   |   |   |   |   | ● | 0  | 2  | 0 |
| 2      | Julian Knowle          |   |   |   |   |   |   |   |   |   |   | ● | 0  | 2  | 0 |
| 2      | Scott Lipsky           |   |   |   |   |   |   |   |   |   |   | ● | 0  | 2  | 0 |
| 2      | Filip Polášek          |   |   |   |   |   |   |   |   |   |   | ● | 0  | 2  | 0 |
| 2      | Fernando Verdasco      |   |   |   |   | ● |   |   |   |   |   | ● | 0  | 2  | 0 |
| 1      | Radek Štěpánek         |   | ● |   |   |   |   |   |   |   |   |   | 0  | 1  | 0 |
| 1      | František Čermák       |   |   | ● |   |   |   |   |   |   |   |   | 0  | 0  | 1 |
| 1      | Matthew Ebden          |   |   | ● |   |   |   |   |   |   |   |   | 0  | 0  | 1 |
| 1      | Ivan Dodig             |   |   |   |   |   |   | ● |   |   |   |   | 0  | 1  | 0 |
| 1      | Kei Nishikori          |   |   |   |   |   |   |   | ● |   |   |   | 1  | 0  | 0 |
| 1      | Mahesh Bhupathi        |   |   |   |   |   |   |   |   | ● |   |   | 0  | 1  | 0 |
| 1      | Mariusz Fyrstenberg    |   |   |   |   |   |   |   |   | ● |   |   | 0  | 1  | 0 |
| 1      | Treat Conrad Huey      |   |   |   |   |   |   |   |   | ● |   |   | 0  | 1  | 0 |
| 1      | Dominic Inglot         |   |   |   |   |   |   |   |   | ● |   |   | 0  | 1  | 0 |
| 1      | Łukasz Kubot           |   |   |   |   |   |   |   |   | ● |   |   | 0  | 1  | 0 |
| 1      | Robert Lindstedt       |   |   |   |   |   |   |   |   | ● |   |   | 0  | 1  | 0 |
| 1      | Marcin Matkowski       |   |   |   |   |   |   |   |   | ● |   |   | 0  | 1  | 0 |
| 1      | Carlos Berlocq         |   |   |   |   |   |   |   |   |   | ● |   | 1  | 0  | 0 |
| 1      | Marin Čilić            |   |   |   |   |   |   |   |   |   | ● |   | 1  | 0  | 0 |
| 1      | Grigor Dimitrov        |   |   |   |   |   |   |   |   |   | ● |   | 1  | 0  | 0 |
| 1      | Roger Federer          |   |   |   |   |   |   |   |   |   | ● |   | 1  | 0  | 0 |
| 1      | Marcel Granollers      |   |   |   |   |   |   |   |   |   | ● |   | 1  | 0  | 0 |
| 1      | Ivo Karlović           |   |   |   |   |   |   |   |   |   | ● |   | 1  | 0  | 0 |
| 1      | Feliciano López        |   |   |   |   |   |   |   |   |   | ● |   | 1  | 0  | 0 |
| 1      | Juan Mónaco            |   |   |   |   |   |   |   |   |   | ● |   | 1  | 0  | 0 |
| 1      | Albert Montañés        |   |   |   |   |   |   |   |   |   | ● |   | 1  | 0  | 0 |
| 1      | Gilles Simon           |   |   |   |   |   |   |   |   |   | ● |   | 1  | 0  | 0 |
| 1      | João Sousa             |   |   |   |   |   |   |   |   |   | ● |   | 1  | 0  | 0 |
| 1      | Janko Tipsarević       |   |   |   |   |   |   |   |   |   | ● |   | 1  | 0  | 0 |
| 1      | Bernard Tomić          |   |   |   |   |   |   |   |   |   | ● |   | 1  | 0  | 0 |
| 1      | Jo-Wilfried Tsonga     |   |   |   |   |   |   |   |   |   | ● |   | 1  | 0  | 0 |
| 1      | Horacio Zeballos       |   |   |   |   |   |   |   |   |   | ● |   | 1  | 0  | 0 |
| 1      | Facundo Bagnis         |   |   |   |   |   |   |   |   |   |   | ● | 0  | 1  | 0 |
| 1      | Andre Begemann         |   |   |   |   |   |   |   |   |   |   | ● | 0  | 1  | 0 |
| 1      | Thomaz Bellucci        |   |   |   |   |   |   |   |   |   |   | ● | 0  | 1  | 0 |
| 1      | James Blake            |   |   |   |   |   |   |   |   |   |   | ● | 0  | 1  | 0 |
| 1      | Simone Bolelli         |   |   |   |   |   |   |   |   |   |   | ● | 0  | 1  | 0 |
| 1      | Eric Butorac           |   |   |   |   |   |   |   |   |   |   | ● | 0  | 1  | 0 |
| 1      | Michail Elgin          |   |   |   |   |   |   |   |   |   |   | ● | 0  | 1  | 0 |
| 1      | Marc Gicquel           |   |   |   |   |   |   |   |   |   |   | ● | 0  | 1  | 0 |
| 1      | Martin Kližan          |   |   |   |   |   |   |   |   |   |   | ● | 0  | 1  | 0 |
| 1      | Philipp Kohlschreiber  |   |   |   |   |   |   |   |   |   |   | ● | 0  | 1  | 0 |
| 1      | Denis Istomin          |   |   |   |   |   |   |   |   |   |   | ● | 0  | 1  | 0 |
| 1      | Paolo Lorenzi          |   |   |   |   |   |   |   |   |   |   | ● | 0  | 1  | 0 |
| 1      | Xavier Malisse         |   |   |   |   |   |   |   |   |   |   | ● | 0  | 1  | 0 |
| 1      | Florin Mergea          |   |   |   |   |   |   |   |   |   |   | ● | 0  | 1  | 0 |
| 1      | Nicholas Monroe        |   |   |   |   |   |   |   |   |   |   | ● | 0  | 1  | 0 |
| 1      | Frank Moser            |   |   |   |   |   |   |   |   |   |   | ● | 0  | 1  | 0 |
| 1      | Jarkko Nieminen        |   |   |   |   |   |   |   |   |   |   | ● | 0  | 1  | 0 |
| 1      | Benoît Paire           |   |   |   |   |   |   |   |   |   |   | ● | 0  | 1  | 0 |
| 1      | Purav Raja             |   |   |   |   |   |   |   |   |   |   | ● | 0  | 1  | 0 |
| 1      | Igor Sijsling          |   |   |   |   |   |   |   |   |   |   | ● | 0  | 1  | 0 |
| 1      | Jack Sock              |   |   |   |   |   |   |   |   |   |   | ● | 0  | 1  | 0 |
| 1      | Divij Sharan           |   |   |   |   |   |   |   |   |   |   | ● | 0  | 1  | 0 |
| 1      | Simon Stadler          |   |   |   |   |   |   |   |   |   |   | ● | 0  | 1  | 0 |
| 1      | Potito Starace         |   |   |   |   |   |   |   |   |   |   | ● | 0  | 1  | 0 |
| 1      | Dmitrij Tursunov       |   |   |   |   |   |   |   |   |   |   | ● | 0  | 1  | 0 |

### Titoli vinti per nazione
| Totale | Nazione     | S | D | M | S | D | S | D | S | D | S | D | S  | D  | M |
| ------ | ----------- | - | - | - | - | - | - | - | - | - | - | - | -- | -- | - |
| 22     | Spagna      | 2 |   |   |   | 1 | 5 |   | 2 | 1 | 8 | 3 | 17 | 5  | 0 |
| 16     | Stati Uniti |   | 3 |   |   |   |   | 5 |   | 1 | 2 | 5 | 2  | 14 | 0 |
| 15     | Francia     |   |   |   |   |   |   | 1 |   | 3 | 6 | 5 | 7  | 8  | 0 |
| 11     | Serbia      | 1 |   |   | 1 |   | 3 | 1 | 2 | 2 | 1 |   | 8  | 3  | 0 |
| 10     | Regno Unito | 1 |   |   |   |   | 1 |   |   | 1 | 2 | 5 | 4  | 6  | 0 |
| 9      | Brasile     |   |   |   |   |   |   | 2 |   | 2 |   | 5 | 0  | 9  | 0 |
| 8      | Austria     |   |   |   |   |   |   | 1 |   | 2 | 1 | 4 | 1  | 7  | 0 |
| 8      | Argentina   |   |   |   |   |   |   |   | 4 |   | 3 | 1 | 7  | 1  | 0 |
| 7      | Germania    |   |   |   |   |   |   |   |   |   | 2 | 5 | 2  | 5  | 0 |
| 6      | India       |   | 1 |   |   |   |   |   |   | 2 |   | 3 | 0  | 6  | 0 |
| 5      | Australia   |   |   | 1 |   |   |   |   |   |   | 1 | 3 | 1  | 3  | 1 |
| 4      | Rep. Ceca   |   | 1 | 1 |   |   |   |   |   |   | 1 | 1 | 1  | 2  | 1 |
| 4      | Canada      |   |   | 1 |   |   |   |   |   |   | 2 | 1 | 2  | 1  | 1 |
| 4      | Italia      |   |   |   |   |   |   |   | 1 |   | 1 | 2 | 2  | 2  | 0 |
| 4      | Russia      |   |   |   |   |   |   |   | 1 |   | 1 | 2 | 2  | 2  | 0 |
| 4      | Romania     |   |   |   |   |   |   |   |   | 1 |   | 3 | 0  | 4  | 0 |
| 3      | Croazia     |   |   |   |   |   |   | 1 |   |   | 2 |   | 2  | 1  | 0 |
| 3      | Paesi Bassi |   |   |   |   |   |   | 1 |   |   |   | 2 | 0  | 3  | 0 |
| 3      | Bielorussia |   |   |   |   |   |   |   |   | 1 |   | 2 | 0  | 3  | 0 |
| 3      | Svezia      |   |   |   |   |   |   |   |   | 1 |   | 2 | 0  | 3  | 0 |
| 3      | Svizzera    |   |   |   |   |   |   |   |   |   | 2 | 1 | 2  | 1  | 0 |
| 3      | Slovacchia  |   |   |   |   |   |   |   |   |   |   | 3 | 0  | 3  | 0 |
| 3      | Sudafrica   |   |   |   |   |   |   |   |   |   |   | 3 | 0  | 3  | 0 |
| 2      | Pakistan    |   |   |   |   |   |   | 1 |   |   |   | 1 | 0  | 2  | 0 |
| 2      | Polonia     |   |   |   |   |   |   |   |   | 2 |   |   | 0  | 2  | 0 |
| 2      | Lettonia    |   |   |   |   |   |   |   |   |   | 2 |   | 2  | 0  | 0 |
| 1      | Giappone    |   |   |   |   |   |   |   | 1 |   |   |   | 1  | 0  | 0 |
| 1      | Filippine   |   |   |   |   |   |   |   |   | 1 |   |   | 0  | 1  | 0 |
| 1      | Bulgaria    |   |   |   |   |   |   |   |   |   | 1 |   | 1  | 0  | 0 |
| 1      | Portogallo  |   |   |   |   |   |   |   |   |   | 1 |   | 1  | 0  | 0 |
| 1      | Belgio      |   |   |   |   |   |   |   |   |   |   | 1 | 0  | 1  | 0 |
| 1      | Finlandia   |   |   |   |   |   |   |   |   |   |   | 1 | 0  | 1  | 0 |
| 1      | Messico     |   |   |   |   |   |   |   |   |   |   | 1 | 0  | 1  | 0 |
| 1      | Uzbekistan  |   |   |   |   |   |   |   |   |   |   | 1 | 0  | 1  | 0 |

### Informazioni sui titoli
I giocatori sottoelencati hanno vinto il loro primo titolo in carriera in singolo, doppio o in doppio misto:
- Benoît Paire – Chennai (doppio)
- Bernard Tomić – Sydney (singolare)
- Matthew Ebden – Australian Open (doppio misto)
- Horacio Zeballos – Viña del Mar (singolare)
- Paolo Lorenzi – Viña del Mar (doppio)
- Frank Moser – San Jose (doppio)
- Jack Sock – Delray Beach (doppio)
- John Peers – Houston (doppio)
- Lukáš Rosol – Bucarest (singolare)
- Raven Klaasen – Nizza (doppio)
- František Čermák – Open di Francia (doppio misto)
- Nicolas Mahut – 's-Hertogenbosch (singolare)
- Carlos Berlocq – Båstad (singolare)
- Nicholas Monroe – Båstad (doppio)
- Simon Stadler – Båstad (doppio)
- Fabio Fognini – Stoccarda (singolare)
- Facundo Bagnis – Stoccarda (doppio)
- Thomaz Bellucci – Stoccarda (doppio)
- Purav Raja - Bogotà (doppio)
- Divij Sharan - Bogotà (doppio)
- Martin Kližan – Umago (doppio)
- Igor Sijsling – Atlanta (doppio)
- João Sousa – Kuala Lumpur (singolare)
- Ivan Dodig - Shanghai (doppio)
- Denis Istomin - Mosca (doppio)
- Michail Elgin - Mosca (doppio)
- Grigor Dimitrov - Stoccolma (singolare)
- Florin Mergea - Vienna (doppio)

I seguenti giocatori hanno difeso un titolo conquistato nel 2012 in singolo, doppio o doppio misto:
- Andy Murray – Brisbane (singolare)
- David Ferrer – Auckland (singolare), Buenos Aires (singolare)
- Bob Bryan – Sydney (doppio)
- Mike Bryan – Sydney (doppio)
- Novak Đoković – Australian Open (singolare), Pechino (singolare), Shanghai (singolare)
- Nenad Zimonjić – Rotterdam (doppio)
- Bruno Soares – São Paulo (doppio), Valencia (doppio)
- Milos Raonic – San Jose (singolare)
- Xavier Malisse – San Jose (doppio)
- Mahesh Bhupathi – Dubai (doppio)
- David Marrero – Acapulco (doppio), Umago (doppio)
- Rafael Nadal – Barcellona (singolare), Roma (singolare), Open di Francia (singolare)
- Horia Tecău – Bucarest (doppio)
- Alexander Peya - Valencia (doppio)
- Juan Martín del Potro - Basilea (singolare)

## Ritiri e ritorni
I seguenti giocatori hanno annunciato il loro ritiro dal tennis professionistico durante il 2013:
- Igor' Andreev
- James Blake
- Igor' Kunicyn
- Xavier Malisse
- Nicolás Massú
- Ricardo Mello
- David Nalbandian
- Iván Navarro
- Dick Norman

I seguenti giocatori sono tornati a giocare una partita ufficiale durante il 2013:
- Jonas Björkman
- Joachim Johansson
- Rogier Wassen

## Distribuzione punteggi
| Categoria                             | V           | F          | SF        | QF | R16 | R32 | R64 | R128 | Q | Q3 | Q2 | Q1 |
| ------------------------------------- | ----------- | ---------- | --------- | --- | --- | --- | --- | --- | --- | --- | --- | --- |
| Grande Slam (S)                       | 2000        | 1200       | 720       | 360 | 180 | 90 | 45 | 10 | 25 | 16 | 8 | 0 |
| Grande Slam (D)                       | 2000        | 1200       | 720       | 360 | 180 | 90 | 45 | – | – | – | – | – |
| ATP World Tour Finals                 | 1500^ 1100m | 1000^ 600m | 600^ 200m | (200 per ogni vittoria nel round robin, +400 per la vittoria in semifinale, +500 per la vittoria finale) | (200 per ogni vittoria nel round robin, +400 per la vittoria in semifinale, +500 per la vittoria finale) | (200 per ogni vittoria nel round robin, +400 per la vittoria in semifinale, +500 per la vittoria finale) | (200 per ogni vittoria nel round robin, +400 per la vittoria in semifinale, +500 per la vittoria finale) | (200 per ogni vittoria nel round robin, +400 per la vittoria in semifinale, +500 per la vittoria finale) | (200 per ogni vittoria nel round robin, +400 per la vittoria in semifinale, +500 per la vittoria finale) | (200 per ogni vittoria nel round robin, +400 per la vittoria in semifinale, +500 per la vittoria finale) | (200 per ogni vittoria nel round robin, +400 per la vittoria in semifinale, +500 per la vittoria finale) | (200 per ogni vittoria nel round robin, +400 per la vittoria in semifinale, +500 per la vittoria finale) |
| ATP World Tour Masters 1000 (96S)     | 1000        | 600        | 360       | 180 | 90 | 45 | 25 | 10 | 12 | 7 | 0 | – |
| ATP World Tour Masters 1000 (56S/48S) | 1000        | 600        | 360       | 180 | 90 | 45 | 10 | – | 25 | 14 | 0 | – |
| ATP World Tour Masters 1000 (32/24D)  | 1000        | 600        | 360       | 180 | 90 | – | – | – | – | – | – | – |
| ATP World Tour 500 series (56S/48S)   | 500         | 300        | 180       | 90 | 45 | 20 | – | – | 20 | 10 | 0 | – |
| ATP World Tour 500 series (32S)       | 500         | 300        | 180       | 90 | 45 | 0 | – | – | 10 | 4 | 0 | – |
| ATP World Tour 500 series (24D)       | 500         | 300        | 180       | 90 | 45 | 0 | – | – | – | – | – | – |
| ATP World Tour 500 series (16D)       | 500         | 300        | 180       | 90 | 0 | – | – | – | – | – | – | – |
| ATP World Tour 250 series (56S)       | 250         | 150        | 90        | 45 | 20 | 5 | 0 | – | 5 | 3 | 0 | – |
| ATP World Tour 250 series (32S)       | 250         | 150        | 90        | 45 | 20 | 0 | – | – | 12 | 6 | 0 | – |
| ATP World Tour 250 series (16D)       | 250         | 150        | 90        | 45 | 0 | – | – | – | – | – | – | – |